# Islandeses
Os islandeses (em islandês:  Íslendigar) são um povo escandinavo, formando uma nação e sendo nativos da Islândia.
Em 17 de junho de 1944, quando uma república islandesa foi fundada, os islandeses se tornaram independentes da Monarquia da Dinamarca. Os registros históricos e de DNA indicam que cerca de 60 a 80% dos colonos eram de origem nórdica (principalmente da Noruega Ocidental) e o resto era de escravos celtas trazidos das Ilhas Britânicas. Um estudo genético mostra que os islandeses atuais descendem principalmente de homens escandinavos e mulheres celtas das Ilhas Britânicas. A maioria dessas mulheres chegou à Islândia na condição de escravas, após serem capturadas na Irlanda, Escócia ou no País de Gales pelos viquingues. O historiador Orlando Patterson estima que, entre os anos de 870 e 950, mais de 20% da população da Islândia era composta por escravos. Os escravos celtas, principalmente as mulheres, tiveram filhos com os colonos escandinavos, dando origem à atual população islandesa.
Linhagens genéticas específicas dos povos indígenas das Américas também foram encontradas na Islândia, tendo sido demonstrado que sua presença lá é de no mínimo vários séculos, mesmo porque os escandinavos também se estabeleceram na Groenlândia e de lá interagiram com a América do Norte.

## Islândia
Os islandeses, principalmente os que vivem na ilha principal, tiveram uma tumultuada história. O desenvolvimento da ilha foi lento devido a uma falta de interesse dos países que os controlam durante a maior parte de sua história: Noruega, Dinamarca-Noruega e, finalmente, a Dinamarca. Durante esta época, a Islândia teve relativamente poucos contatos com o mundo exterior. A ilha se tornou independente da união com a Dinamarca, em 1918. Desde 1944, a Islândia tem sido uma república, e a sociedade islandesa foi submetida a um rápido processo de modernização na era pós-independência.[carece de fontes?]